# بوابات قيليقية
بوابات قيليقية أو غولق بوغاز أو ممر غوليك (بالتركية: Gülek Boğazı)‏ هي عبارة عن شِعب ضيق في أقصى جنوب جبال طوروس يربط سهول قيليقية على ساحل المتوسط بهضبة الأناضول  عبر مجرى نهر غوكولوك. الشِعب محاط بجبال شاهقة ترتفع بشكل شبه عمودي حيث يبلغ ارتفاع بعضها حوالي 1000 متر.
مثلت بوابات قيليقية شريانًا تجاريًا وعسكريًا لآلاف السنين. أنشئت سكة حديدية ضيقة خلالها في مطلع القرن العشرين، ويمر اليوم طريق طوروس-أنقرة السريع (E90.O-21) من خلالها.
يقع الطرف الجنوبي للبوابات القيليقية قرابة 44 كيلومتر شمال جبال طوروس، فيما يؤدي الطرف الشمالي منها إلى كبادوكيا.

## الأهمية الاستراتيجية لهذا الشِعب
يمتد هذا الشعب لمسافة عشر كيلومترات في ممرات يكاد يستحيل اجتيازها وسط صخور ومهاوي رهيبة وهو ما يجعل الدفاع عنه سهلا واقتحامه شبه مستحيل. مع ذلك، خلال الحملة المصرية على الشام أخطأ قائد الجيش العثماني السردار أكرم حسين باشا بترك الممر دون حراسة كافية مما سمح لجيش إبراهيم باشا بعبور هذا الممر بعد سيطرتها على سورية وقيليقية والتوغل في قلب الأناضول باتجاه إسطنبول. وكما يقول قسطنطين بازيلي كان هذا الشعب يشكل المدخل الوحيد من قيليقية نحو الأناضول وكانت كتيبة واحدة مع مدفعين تكفي لحمايته.